# Kagamil

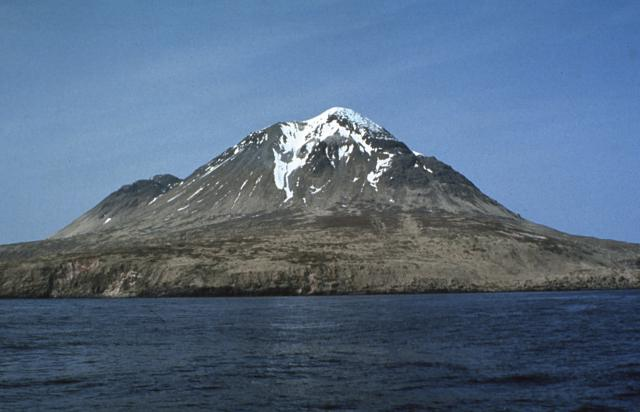
Kagamil met de twee vulkaantoppen, gezien vanuit het zuiden

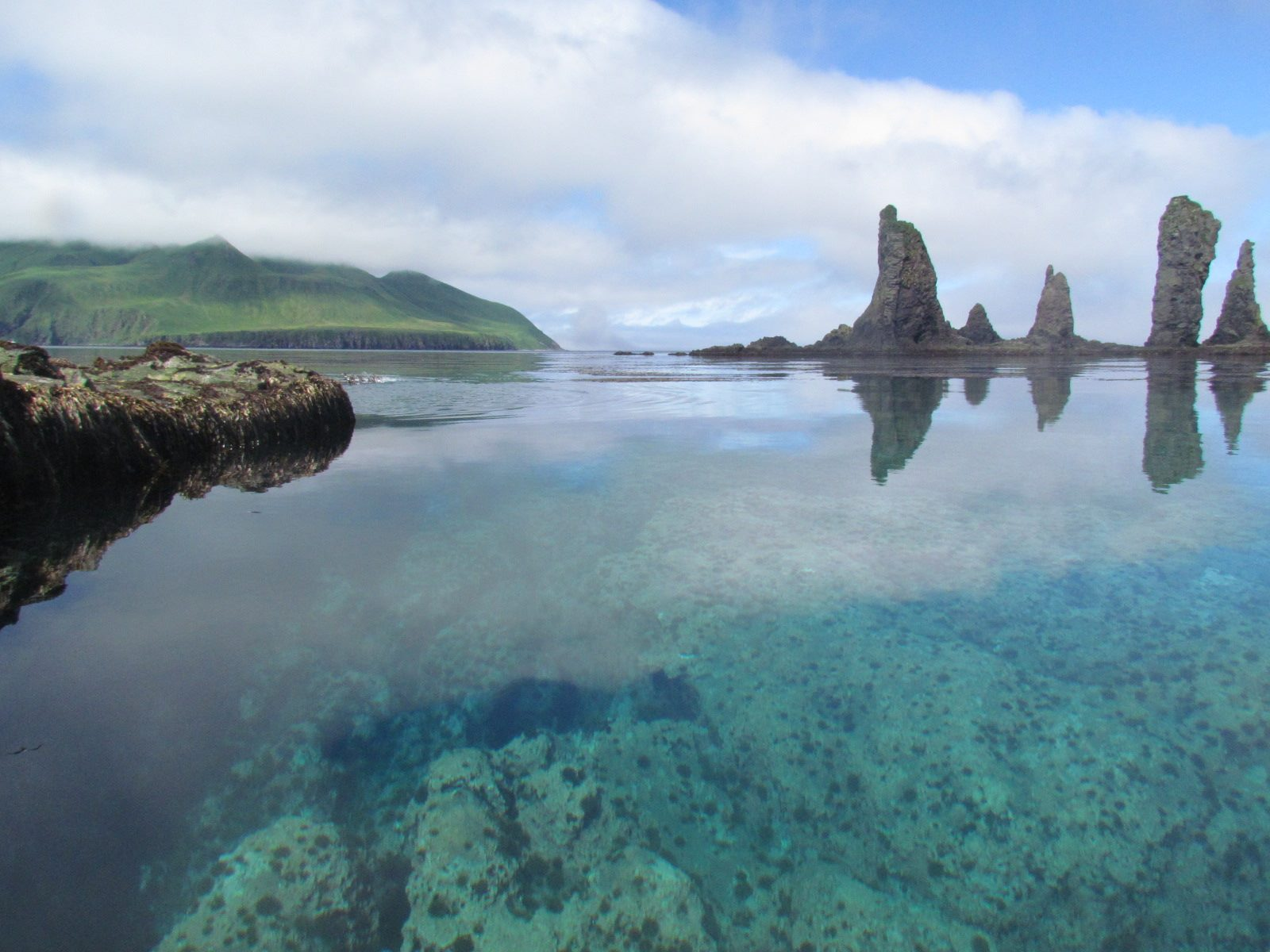
Baai aan noordkant van Kagamil

Kagamil (Engels: Kagamil Island; Aleoetisch: Qagaamila; Russisch: Кагамил) is een vulkanisch eiland in de Aleoeten, die deel uitmaken van Alaska in de Verenigde Staten. Het eiland ligt ten noorden van Chuginadak, ten noordwesten van de plaats Nikolski en ten zuiden van Uliaga. Het eiland heeft een oppervlakte van 50 km² (10km lengte en 5km breedte).
De zuidelijke helft van het eiland wordt gedomineerd door de Kagamil-vulkaan, die twee toppen heeft: de ene op 890 meter boven zeeniveau, de andere op 690 meter.